# Капитолийска вълчица
Капитолийската вълчица (на латински: Lupa Capitolina) е етруска бронзова фигура от 6 век пр.н.е. на една вълчица, която кърми Ромул и Рем, митичните основатели на град Рим. Скулптурата е 75 cm висока и 114 cm широка и се намира в Капитолийските музеи в Рим.